# 龜子港 (臺南市)
龜子港，原寫為龜仔港，是臺灣臺南市六甲區的一個傳統地域名稱，位於該區西北端。相較於今日行政區，其範圍大致為龜港里不含東部及南部邊界地帶。
本地區境內主要聚落為龜仔港。

## 歷史
台灣日治初期，龜子港地區為一街庄，稱為「龜仔港庄」（舊制街庄），隸屬於赤山堡。該庄昔日北與八老爺庄、查畝營庄為鄰，東邊及南邊東段與港仔頭庄為鄰，南邊西段為林鳳營庄，西邊為蔴荳藔庄。
1901年（日治明治三十四年）11月11日，全台廢縣廳改設二十廳，該庄隸屬於鹽水港廳。1904年（明治三十七年）4月1日，該庄編入「六甲區」，隸屬於鹽水港廳。1906年（明治三十九年）4月1日，鹽水港廳內管轄區域調整，該庄仍隸屬於「六甲區」。1909年（明治四十二年）10月25日，全台合併二十廳為十二廳，六甲區改隸屬於臺南廳。1920年（大正九年）10月1日，全台地方制度大改正，廢十二廳改設五州二廳，該庄改制並雅化為「龜子港」大字，隸屬於臺南州曾文郡六甲庄（新制街庄）。
戰後六甲庄改制為六甲鄉，隸屬於臺南縣，大字亦改制為村。1950年（民國39年）10月25日，雲、嘉、南分治，六甲鄉仍隸屬於臺南縣。2010年（民國99年）12月25日，臺南縣、市合併為直轄臺南市，六甲鄉改制為六甲區，村亦改制為里。

## 聚落
本地區發展較早的聚落為龜仔港，在日治期初期的官方地圖上已有記載。

## 交通
台鐵縱貫線是台灣西部南北向鐵路幹線，經過本地區東部邊界地帶。最新的車站在北側為柳營車站，在南側為林鳳營車站。前者屬「簡易站」，後者屬「甲種簡易站」，均僅停靠區間車；由此等可前往台鐵沿線各站。
省道台1線又稱「縱貫公路」，是臺北至楓港的傳統平面幹道，經過本地區主聚落。由該道路北行可前往柳營區、新營區、後壁區、嘉義縣水上鄉等地，南行可前往官田區、善化區、新市區、永康區等地。
市道174號是蘆竹溝至橫路的道路，經過本地區主聚落，其中部分路段與省道台1線共線。由該道路西行可前往下營區、學甲區、北門區南部，並止於溪底寮地區的蘆竹溝聚落；東行可前往六甲區六甲市區、東山區東南部，並止於下南勢地區橫路聚落附近的市道175號路口。
區道南68線是下營至林鳳營的道路，經過本地區主聚落南側。